# حصن حجر (المخادر)

تعديل مصدري - تعديل

حصن حجر هي إحدى قرى عزلة الشرف بمديرية المخادر التابعة لمحافظة إب، بلغ تعداد سكانها 118 نسمة حسب تعداد اليمن لعام 2004.